# Kanton Caussade
Kanton Caussade (francouzsky Canton de Caussade) je francouzský kanton v departementu Tarn-et-Garonne v regionu Midi-Pyrénées. Tvoří ho 11 obcí.

## Obce kantonu
- Caussade
- Cayrac
- Cayriech
- Lavaurette
- Mirabel
- Monteils
- Réalville
- Saint-Cirq
- Saint-Georges
- Saint-Vincent
- Septfonds